# 高体斑鲆
高体斑鲆（学名：Pseudorhombus elevatus）为輻鰭魚綱鰈形目鰈亞目牙鲆科斑鲆属的鱼类，俗名高身扁鱼。分布于西达波斯湾、南达昆士兰以及海南岛、北部湾到粤东及台湾东港等近海等，属于热带浅海底层鱼，棲息深度7-200公尺，體長可達20公分，棲息在沙泥底質大陸棚，生活習性不明，可做為食用魚。该物种的模式产地在昆士兰。